# Иоганн IV (граф Нассау)
Иоганн IV Нассауский (нидерл. Jan IV van Nassau, нем. Johann IV von Nassau; 1 августа 1410[…], неизвестно — 3 февраля 1475[…], Дилленбург[…]) — граф Нассау, Дица и Дилленбурга из оттоновской ветви Нассауского дома (1442—1475).

## Биография
Родился в городе Дилленбург, графство Нассау. Старший сын Энгельберта I (ок. 1370—1442), графа Нассау (1420—1442), и Иоганны ван Поланен (1392—1445).
После смерти своего отца в 1442 году Иоганн унаследовал голландские владения дома Нассау. В 1451 году после смерти своего бездетного младшего брата Генриха (1414—1451), графа Нассау-Дилленбурга (1442—1451), Иоганн получил во владение германские земли Нассауского дома, что позволило ему объединить под своим контролем все земли оттоновской линии Нассауского дома, за исключением Нассау-Байльштайна.
Иоганн IV  Нассау-Дилленбургский играл важную роль в герцогстве Брабант, где с 1430 года правил герцог Бургундский Филипп Добрый. В 1436 году он был назначен дроссаардом (судебным приставом) Брабанта, эту должность он занимал до своей смерти. Иоганн Нассау-Дилленбург служил бургундским герцогам Филиппу Доброму и Карлу Смелому. Граф Нассау-Дилленбургский расширил замок Бреда и собрал большую библиотеку. В 1445 году Иоганн Нассау-Дилленбургский получил от Филиппа Доброго титул сенешаля Бургундии.
64-летний граф Иоганн IV Нассау-Дилленбургский скончался в Дилленбурге, его тело было погребено в мавзолее Энгельберта I Нассауского в большой церкви Богоматери в Бреде, а его сердце похоронили в Дилленбурге.

## Брак и дети
7 февраля 1440 года Иоганн IV, граф Нассау, женился на Марии Лоэн-Гейнсбергской, сеньоры Миллена, Гангельта и Вута (1426—1502), дочери Иоганна II ван Лоэна, сеньора Юлиха, Гейнсберга и Ловенберга. Их дети:
- Анна Нассауская (1441—1514)
- Иоганна Нассауская (1444—1468)
- Одиллия Нассауская (1445—1493)
- Адриана Нассауская (1449—1477)
- Энгельберт II Нассауский (1451—1504)
- Иоганн V Нассауский (1455—1516)

Также у него было трое внебрачных детей:
- Адриан ван Нассау (ок. 1445—1510)
- Иоганн ван Нассау (ок. 1450—1512)
- Катхелейне ван Нассау.